# Roquebrune (Żyronda)
Roquebrune – miejscowość i gmina we Francji, w regionie Nowa Akwitania, w departamencie Żyronda.
Według danych na rok 1990 gminę zamieszkiwały 213 osoby, a gęstość zaludnienia wynosiła 33 osób/km² (wśród 2290 gmin Akwitanii Roquebrune plasuje się na 964. miejscu pod względem liczby ludności, natomiast pod względem powierzchni na miejscu 1323.).